# Галл (биология)

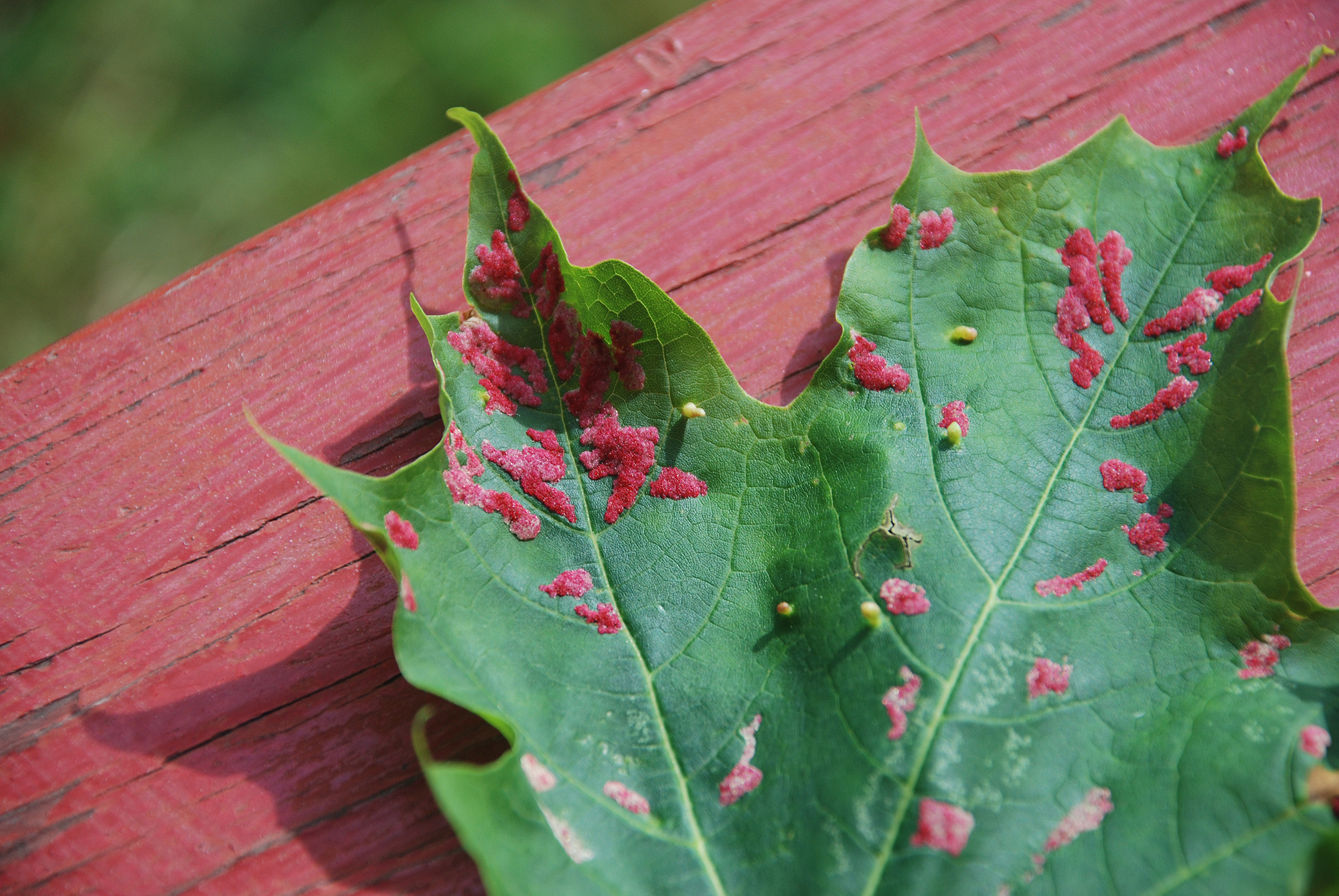
Галлы на листе клёна

Галл (от лат. galla — чернильный орешек; цецидия) — патологическое образование на органе растения. Их возбудителями могут быть вирусы, бактерии, грибы, но чаще поражения наносятся членистоногими (клещами, тлями, галлицами, орехотворками) или корневыми галлообразующими нематодами, жуками-долгоносиками. При этом поражаются участки листьев и других органов растений. Однако могут поражаться и целые органы, например, листовые почки. Галлы ослабляют растение и могут привести его к гибели.

## Описание
В фармации галлами принято называть наросты на участках листьев, образовавшиеся в результате укусов насекомых. При поражении целых органов, например, листовых почек, образуются тератоморфы (уродства). В некоторых случаях значительная часть цикла развития насекомого проходит внутри галла и тератоморфы. Вследствие нарушения обмена веществ галлы обогащаются дубильными веществами. Дубильными веществами особенно богаты галлы на дубе, сумахе и фисташке (бузгунча, или бузгундж, или бызгундж).
Примером инквилинизма могут послужить осы-наездники, личинки которых, поселяясь в галлах, сначала высасывают личинку, образовавшую этот галл, а затем переходят к питанию стенками галла.
Галлы, образуемые личинками ос, орехотворок на листьях дуба, представляют собой пористые «чернильные орешки», получившие это название потому, что в старину из них изготовляли чернила для письма. Эти чернильные орешки используются для дубления кожи и получения лекарственных (вяжущих) средств.
У винограда галлы на листьях, а также похожие на них вздутия на корнях, вызываются уколами филлоксеры (Phylloxera vastatrix).
Паразитический круглый червь Пшеничная нематода, или пшеничная угрица (Anguina tritici) вызывает образование галлов в колосе пшеницы, ржи, ячменя, овса и других злаков. Галлы пшеничной нематоды — твёрдые орешки с белой рыхлой массой внутри, состоящей из тысяч личинок паразита.
Почковый клещ смородины (Eriophyes ribis) вызывает галлообразное разрастание, разрыхление и засыхание почек смородины или, реже, уродливое израстание их в виде пучка побегов.
Галловая нематода (Meloidogyne marioni) паразитирует преимущественно в районах с тёплым климатом на самых различных тепличных, огородных, бахчевых, плодово-ягодных и технических растениях. При массовом размножении галловая нематода вызывает галловый нематодоз растений, снижая урожай основной культуры (например, огурцов) на 40—60 %.
Галлы орехотворок (Cynipoidea), особенно разнообразные на дубах и растениях семейства Розовые, имеют форму и строение, характерные для каждого вида орехотворок, а их насчитывается около 1900.
Для получения медицинского танина используются галлы турецкие и китайские. Галлы турецкие (лат. Gallae turciсае) — высушенные галлы дуба заражённого (Quercus infectoria), произрастающего на Балканах, в Малой Азии, Иране — содержат 50—60 % галлотанина. При прокалывании яйцекладом самки-орехотворки листовых почек дуба образуются тератоморфы шаровидной формы. Развивающаяся из яичка личинка в течение 5—6 месяцев проходит внутри нароста весь цикл развития и превращается в окрылённую орехотворку, которая прогрызает отверстие и вылетает. Галлы китайские (Gallae chinensis) — высушенные галлы сумаха полукрылатого (Rhus semialata), произрастающего в Корее, Вьетнаме, Китае и Индии, — образуются при поражении веточек и листовых черешков кустарника тлёй. Содержат 50—80 % галлотанина.

## Галерея
|                                            |  |  |
| Различные типы галлов на листьях растений. |  |  |